# サムタイ
サムタイ (thumb tie) は、クロースアップ・マジックのネタのひとつ。柱抜きともいう。両手の親指を観客に紙縒などできつく縛ってもらうが、柱や輪などがかんたんにすり抜けてしまう、というもの。
もともと明治時代初期に西欧から輸入されたネタだが、日本奇術の嚆矢松旭斎天一が改善し、その持ちネタとして、米国でも公演し、「天一のサムタイ」として知られるほどになった。ダイ・バーノンは、これに感銘を受け、自分の持ちネタとして改良するに至った。日本では、天一のスタイルは、松田昇太郎が継承していた。
今日、このネタを応用して、指手錠や日本刀など、さまざまなクローズアップ・マジックや大がかりなステージ・マジックの演出が開発されている。しかし、このネタは、原理よりも、演者の技量によるところが大きく、いまなおプロとしての奇術師の腕前が試される難易度の高い基本ネタのひとつとして大切にされている。